# Maki F1
 Maki  o Maki Engineering va ser un constructor japonès de cotxes per competicions automobilístiques que va arribar a disputar curses a la Fórmula 1.

## Història
Maki Engineering va ser fundada per Kenji Mimura, i va debutar a la Fórmula 1 a la 1974 en el GP de Gran Bretanya disputat el 20 de juliol al circuit de Brands Hatch, de la mà del pilot Howden Ganley, no podent classificar-se per disputar la cursa.
L'escuderia va ser present en 8 curses de la F1, disputades en tres temporades diferents(1974 - 1976) no aconseguint classificar-se per disputar la cursa en cap GP i no assolint cap punt pel campionat de la F1.
L'últim GP disputat va ser el Gran Premi del Japó del 1976.

## Resultats a la Fórmula 1
| Any  | Equip | Motor | Pilot                        | 1     | 2     | 3     | 4     | 5     | 6     | 7     | 8         | 9     | 10        | 11        | 12        | 13        | 14    | 15  | 16      | Posició | Punts |
| ---- | ----- | ----- | ---------------------------- | ----- | ----- | ----- | ----- | ----- | ----- | ----- | --------- | ----- | --------- | --------- | --------- | --------- | ----- | --- | ------- | ------- | ----- |
| 1974 | Maki  | Ford  | Howden Ganley                | ARG   | BRA   | SUD   | ESP   | BEL   | MON   | SUE   | HOL       | FRA   | GBR NVQ   | ALE NVQ   | AUT       | ITA       | CAN   | USA |         | -       | 0     |
| 1975 | Maki  | Ford  | Hiroshi Fushida Tony Trimmer | ARG - | BRA - | SUD - | ESP - | MON - | BEL - | SUE - | HOL NVS - | FRA - | GBR NVQ - | ALE - NVQ | AUT - NVQ | ITA - NVQ | USA - |     |         | -       | 0     |
| 1976 | Maki  | Ford  | Tony Trimmer                 | BRA   | SUD   | O.USA | ESP   | BEL   | MON   | SUE   | FRA       | GBR   | ALE       | AUT       | HOL       | ITA       | CAN   | USA | JAP NVQ | -       | 0     |

## Palmarès a la F1
- Curses: 8
- Victòries: 0
- Podis: 0
- Poles: 0
- Voltes ràpides: 0
- Millor classificació al mundial de constructors: -
- Punts: 0